# Bakhmatch
Bakhmatch (en ukrainien et en russe : Бахмач) est une ville de l'oblast de Tchernihiv, en Ukraine, et le centre administratif du raïon de Bakhmatch. Sa population s'élève à 16000 habitants en 2024.

## Géographie
Bakhmatch est située à 111 km — 145 km par la route — à l'est de Tchernihiv et à 182 km au nord-est de Kiev.

## Histoire
Bakhmatch est mentionné la première fois en 1781, mais l'impulsion décisive à l'essor de la localité est donné dans les années 1860 par le raccordement au réseau ferroviaire. En mars 1918, des affrontements se produisent entre des unités allemandes et la Légion tchécoslovaque appartenant à l'armée russe. En janvier 1919, la ville est le théâtre de combats entre les forces bolchéviques et la division Tchornomorska de l'armée de la République populaire ukrainienne. Le 15 octobre 1938, Bakhmatch reçoit le statut de ville.
La ville est prise par les forces russes lors de Invasion de l'Ukraine par la Russie en 2022.[réf. nécessaire]

## Population
Recensements (*) ou estimations de la population :
| 1866  | 1885  | 1897* | 1923* | 1926* |
| ----- | ----- | ----- | ----- | ----- |
| 5 270 | 4 741 | 6 844 | 5 931 | 6 807 |

| 1939*  | 1959*  | 1970*  | 1979*  | 1989*  |
| ------ | ------ | ------ | ------ | ------ |
| 10 226 | 13 066 | 16 270 | 20 617 | 22 824 |

| 2001*  | 2011   | 2012   | 2013   | 2014   |
| ------ | ------ | ------ | ------ | ------ |
| 23 417 | 18 798 | 18 780 | 18 683 | 18 604 |

## Transports
La ville compte deux gares ferroviaires :
- Bakhmatch-Kyïvsky
- Bakhmatch-Passajyrsky.